# 南部警察署
南部警察署（なんぶけいさつしょ）は、山梨県警察が管轄する警察署の一つである。

## 所在地
- 山梨県南巨摩郡南部町南部9335番地1

## 管轄区域
- 南巨摩郡
  - 南部町
  - 身延町（雨ヶ岳山頂、仏峠、中之倉トンネル及び本栖湖北側の富士河口湖町最西端の地点を尾根伝いに結んだ線以東の区域（「本栖湖区域」）を除く）
  - 早川町

## 沿革
- 1873年（明治6年）8月 - 取締出張所として開署。
- 1877年（明治10年）2月 - 鰍沢警察署南部分署に昇格。
- 1879年（明治12年）12月 - 南部警察署に昇格。
- 1883年（明治16年）9月 - 再度、鰍沢警察署南部分署になる。
- 1891年（明治24年）4月 - 南巨摩郡警察南部分署に改称。
- 1896年（明治29年）4月 - 南部警察署に改称。
- 1948年（昭和23年）3月7日 - 旧警察法の公布に伴い、国家地方警察「身延地区警察署」と「南部地区警察署」に分割。
- 1954年（昭和29年）7月1日 - 警察法の改正に伴い、「山梨県南部警察署」として統合。
- 1977年（昭和52年）3月 - 現在地に新築移転。

## 交番
なし

## 駐在所

### 南部町
- 富河駐在所（南巨摩郡南部町福士2851-5）
- 万沢駐在所（南巨摩郡南部町万沢5204-1）

### 身延町
- 久那土駐在所（南巨摩郡身延町三澤1080）
- 常葉駐在所（南巨摩郡身延町常葉6022）
- 下部駐在所（南巨摩郡身延町上之平1923-1）
- 西島駐在所（南巨摩郡身延町西嶋1151-1）
- 切石駐在所（南巨摩郡身延町切石274）

- 下山駐在所（南巨摩郡身延町下山11353-4） - 銃関連、免許更新、原付試験を除く窓口業務も取り扱っている。
- 身延山駐在所（南巨摩郡身延町身延3567）
- 身延駅前駐在所（南巨摩郡身延町角打537-5）

### 早川町
- 本建駐在所（南巨摩郡早川町高住617-2）